# August Dächsel

August Dächsel, evangelischer Theologe mit etwa 30 Jahren (um 1848)

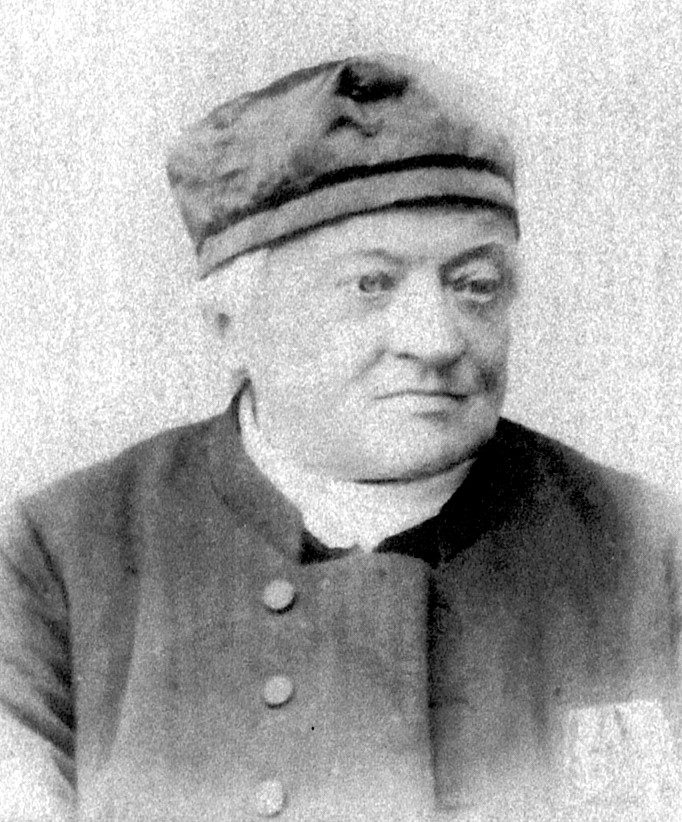
August Dächsel mit etwa 80 Jahren (um 1898)

Karl August Dächsel (* 24. November 1818 in Naumburg (Saale); † 23. September 1901 in Steinkirche, Kr. Strehlen, Niederschlesien) war ein evangelischer Theologe.

## Familie
August Dächsel entstammt einer alten oberlausitzer Pfarrersfamilie und war der Sohn des Naumburger Oberlandesgerichtssekretärs Karl Dächsel (1790–1858) und dessen erster Ehefrau Ernestine Kupfer (1792–1825).
Vater Karl Dächsel war 1846 der Taufpate von Elisabeth Nietzsche, der Schwester des späteren Philosophen Friedrich Nietzsche. In zweiter Ehe hatte er am 20. Mai 1827 Friederike (Riekchen) Nietzsche (* 1793) geheiratet, die Halbschwester von Friedrichs und Elisabeths Vater Ludwig Nietzsche. Vater Dächsel war durch diese zweite Ehe also zum Onkel der Nietzsche-Kinder geworden. Nietzsche schrieb in seiner Jugendschrift Aus meinem Leben über seinen Umzug nach Naumburg (Saale) im Jahr 1850 nach dem Tod des Vaters: „In Naumburg erwarteten uns Onkel Dächsel, Tante Riekchen und Lina. Das Logis, welches man für uns bestimmt hatte, lag in der Neugasse und gehörte dem Eisenbahn-Spediteur Otto.“ Die Familie Dächsel war außerdem über gemeinsame Vorfahren mit dem Dichter Gotthold Ephraim Lessing (1729–1781) verwandt.
Dächsel heiratete am 21. Dezember 1847 in der Domkirche zu Halle (Saale) Friederike Vincentz (* 5. April 1821 in Halle (Saale); † 8. November 1903 in Steinkirche, Kr. Strehlen, Niederschlesien), die Tochter des Hallenser Kunsttischlers Karl August Vincentz (1789–1857) und der Auguste Franziska Knabe (1794–1865). Aus dieser Ehe stammten acht Kinder.
August Dächsels Bruder Bernhard Dächsel (1823–1888) war amtlicher Vormund der beiden Kinder Friedrich und Elisabeth Nietzsche.
August Dächsels Sohn war der ebenfalls bekannte Theologe Theobald Dächsel.

## Leben
Nach dem frühen Tod seiner Mutter (1825) bis zur Wiederverheiratung seines Vaters (1827) wuchs Dächsel ohne rechte Pflege und Fürsorge auf, womit später seine schwächliche Gesundheit begründet wurde, unter der er als Jugendlicher sehr zu leiden hatte.
Nach dem Besuch der Gemeindeschule in Naumburg (Saale) und Privatunterricht durchlief er anschließend an der Landesschule Pforta in Schulpforte bei Bad Kösen die Klassen aufgrund seines großen Fleißes recht schnell, musste allerdings in der Oberstufe die Schule verlassen – „aus für ihn ehrenvollen Gründen“ (Quelle: Biographisches Jahrbuch) – und machte sein Abitur am Naumburger Gymnasium.
Anschließend studierte er Theologie zunächst an der Universität Leipzig, dann in Halle (Saale). Selbst sehr still und zurückgezogen, schloss er das zweite Examen beim Konsistorium in Magdeburg ab mit einem „ungewöhnlich glänzenden Zeugnis“ ab.
Nach längerer Tätigkeit als Hauslehrer trat er im Winter 1847 seine erste Pfarrstelle in Hirschfeld (Diözese Elsterwerda der Evangelischen Landeskirche in Preußen) im Landkreis Elbe-Elster an. Bald darauf heiratete er in Halle. Nach 5 Jahren wechselte er 1852 nach Hohenbocka im Landkreis Hoyerswerda (Niederschlesien). 1858 wurde er von der Kirchenbehörde mit dem Pfarramt in Neusalz an der Oder betraut.
In Hirschfeld und Neusalz nutzte Dächsel seine freie Zeit für theologische Studien und das Verfassen eigener Arbeiten über biblische, liturgische und hymnologische Themen, die er in einer Reihe von Aufsätzen in kirchlichen Zeitschriften veröffentlichte. Zu diesem Zeitpunkt begann er auch mit der Bearbeitung des Lutherischen Katechismus und mit seinem Lebenswerk – seiner noch heute bekannten, praktisch-wissenschaftlichen Auslegung der Bibel, zu deren Ausführung er durch eine Pastoralkonferenz in Gnadenfrei, Landkreis Reichenbach (Eulengebirge) (Niederschlesien), ermutigt worden war. Seine Bücher wurden auch in andere Sprachen übersetzt (z. B. Dänisch).
Als ihn doch die Pfarramtsgeschäfte in Neusalz zu sehr in Anspruch nahmen, war er für die Versetzung auf die ruhigere Pfarrstelle in Steinkirche (Diözese Strehlen) im Jahr 1868 sehr dankbar. In Steinkirche blieb er auch nach seiner Emeritierung im Herbst 1893.

## Bibliografie
- (Hrsg.): Die Bibel oder Die ganze Heilige Schrift Alten und Neuen Testaments, nach der deutschen Übersetzung Dr. Martin Luthers, mit in den Text eingeschalteter Auslegung, 7 Bände, A. Deichert’sche Verlagsbuchhandlung, Leipzig 1865–1898. – Nachdruck der Ausgabe von 1867: Verlag der Lutherischen Buchhandlung Heinrich Harms, Groß Oesingen 2004, ISBN 3-86147-269-4. (umgangssprachlich Dächsels Bibelwerk genannt)
- Homiletische Andeutungen zu den vornehmsten in Predigten und Kasualreden zu behandelnden Schrifttexten. Ein Nachtrag zu des Verfassers Bibelwerk für Geistliche. Leipzig 1889.
- (Hrsg.): Liturgisches Handbuch für die Gemeinde zum Gebrauch beim öffentlichen Gottesdienst; im Anschluss an die Ordnung des öffentlichen Gottesdienstes und der kirchlichen Handlungen, Berlin 1890.
- (Hrsg.): Kanzelbüchlein, enthaltend die sonn- und festtäglichen Perikopen, die Geschichte der Zerstörung Jerusalems durch die Römer, sowie Formulare zu den nach der Predigt zu verrichtenden Danksagungen und Fürbitten; Zum Handgebrauch für Geistliche in der Preussischen Landeskirche, Berlin 1890.
- Geschichte des Alten und Neuen Testaments, 2 Bände, 1886 und 1888.
- Biblisches Historienbuch für höhere und niedere Schulen, 1890.
- Luthers kleiner Katechismus für den Gebrauch bei Schul- und Konfirmandenunterricht in Frage und Antwort ausgelegt, 1890.
- Enchiridion. Der kleine Katechismus, 1890.